# Omul-Păianjen: Întoarcerea acasă
Omul-Păianjen: Întoarcerea acasă (titlu original: Spider-Man: Homecoming) este un film american cu supereroi din 2017, bazat pe personajul Marvel Comics omonim, coprodus de Columbia Pictures și Marvel Studios, distribuit de Sony Pictures Releasing. Este al doilea reboot al filmelor cu Spider-Man și al șaisprezecelea din Marvel Cinematic Universe (MCU). Este a patra intrare în Faza 3 a MCU.
Filmul este regizat de Jon Watts, cu un scenariu scris de echipele de scenariști Jonathan Goldstein și John Francis Daley, Watts și Christopher Ford, Chris McKenna și Erik Sommers. Tom Holland joacă rolul Spider-Man, împreună cu Michael Keaton, Jon Favreau, Zendaya, Donald Glover, Tyne Daly, Marisa Tomei și Robert Downey Jr.
Filmul a avut premiera la Hollywood pe 28 iunie 2017 și a fost lansat în Statele Unite pe 7 iulie 2017 în 3D, IMAX și IMAX 3D. Întoarcerea acasă a încasat peste 877 milioane de dolari în întreaga lume, fiind al patrulea film cu cele mai mari încasări din 2017. A primit recenzii pozitive, criticii lăudându-l pe Holland și performanțele celorlalți actori, tonul luminii și secvențele de acțiune. Două continuări au urmat: Omul-Păianjen: Departe de casă (2019) și Omul-Păianjen: Niciun drum spre casă (2021). O nouă trilogie este în lucru, cu al patrulea film fiind programat pentru lansare în 2026.

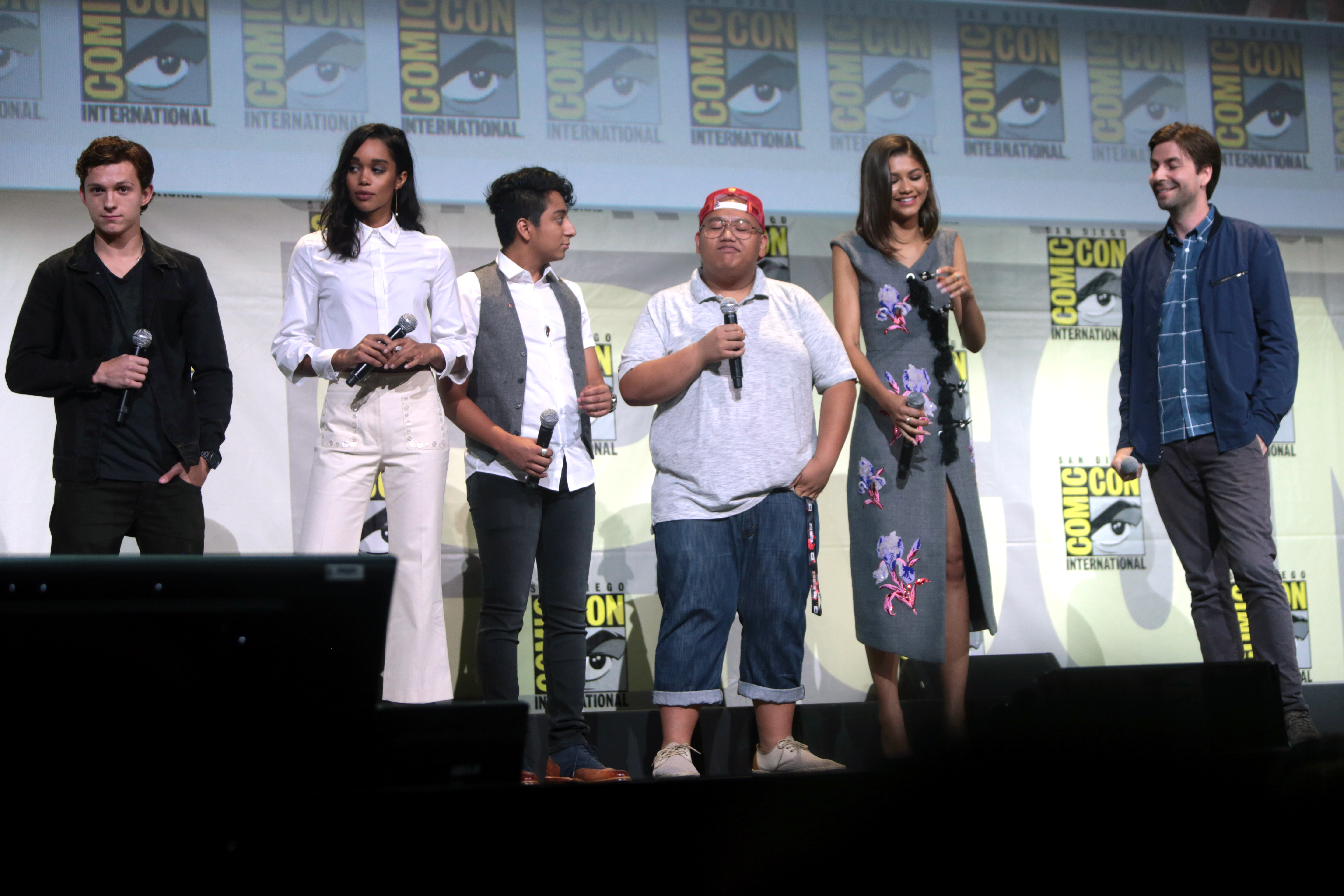
Distribuția filmului la întâlnirea Comic-Con din San Diego, 2017

## Acțiune
În urma bătăliei din New York, Adrian Toomes și compania sa sunt angajați să curățe orașul, când sunt întrerupți de Departamentul de Control al daunelor (DODC), un parteneriat între Tony Stark și guvernul Statelor Unite, care preia totul . Înfuriat de a fi scos din afaceri, Toomes îi convinge pe angajații săi să păstreze tehnologia  extraterestră pe care au luat-o deja și să o folosească pentru a crea și vinde arme avansate. 
Patru ani mai târziu, Peter Parker este recrutat în echipa de super-eroi Răzbunătorii de către Stark pentru a-l ajuta cu o dispută internă. Stark îi dă un costum avansat și tehnologizat, dar imediat ce conflictul se încheie, Stark îl aduce acasă și nu îl mai contactează, spunând că nu este încă gata să fie Răzbunător. Astfel, Peter își reia studiile la Școala de Științe și Tehnologie din Midtown, în timp ce continuă să se lupte cu crimele mici din cartier în calitate de super-eroul Omul-Păianjen. 
Peter renunță la echipa academică a decathlon-ului pentru a petrece mai mult timp luptându-se cu infractorii. Într-o noapte, după ce împiedică niște infractorii mascați să jefuiască un ATM cu arme avansate primite de la Toomes, Peter se întoarce în apartamentul său din Queens, unde cel mai bun prieten al său, Ned Leeds, îi descoperă identitatea secretă. 
Într-o altă noapte, Peter îi găsește pe asociații lui Toomes, Jackson Brice / Shocker și Herman Schultz, care vând arme un criminal local numit Aaron Davis. Peter îl salvează pe Davis, dar este prins de Toomes - care are un costum avansat ce îi permite să zboare și își spune "Vulturul" - și cade într-un lac. El aproape se îneacă după ce s-a prins într-o parașută construită în costum, dar este salvat de Stark, care în secret i-a monitorizat costumul și îl avertizează să nu se mai implice în investigarea acestor criminali. Între timp, Toomes îl omoară accidental pe Brice cu una din armele lor, astfel că Schultz devine noul Shocker.
Peter și Ned studiază o armă lăsată în urmă de Brice, înlăturându-i miezul de putere. Când un dispozitiv de urmărire pe care l-a pus pe Schultz îi conduce în Maryland, Peter se alătură din nou echipei de decathlon și îi însoțește la Washington DC pentru turneul lor național. Ned și Paeter dezactivează dispozitivul de urmărire pe care Stark l-a implantat în costum și deblochează caracteristicile sale avansate. Peter încearcă să-l oprească pe Toomes să fure arme dintr-un camion D.O.D.C., dar este prins în interiorul camionului până dimineață, ratând turneul decathlon-ului. 
Când descoperă că miezul de putere este o grenadă extraterestră instabilă, Peter se îndreaptă spre Monumentul din Washington, unde nucleul explodează și îi prinde pe Ned și pe prietenii lor într-un lift. Evitând autoritățile locale, Peter își salvează prietenii, inclusiv pe colega sa de clasă Liz, pe care o place. 
Întorcându-se în New York, Peter îl convinge pe Davis să dezvăluie locația lui Toomes. La bordul feribotului Staten Island, Peter îi surprinde pe oamenii lui Toomes și noul lor cumpărător, Mac Gargan, în timpul schimbului, dar Toomes și Schultz scapă și rup feribotul în două cu o armă instabilă. Stark îl ajută pe Peter să salveze pe pasageri și îi confiscă costumul ca urmare a nesăbuinței sale.
Astfel, Peter se întoarce la viața nromală de liceu și, în cele din urmă, o invită pe Liz să meargă cu el la dansul de homecoming. În noaptea dansului, Peter descoperă că Toomes este tatăl lui Liz. Deducând identitatea secretă a lui Peter din spusele lui Liz despre el, Toomes îl amenință să se răzbune pe toți cei dragi lui dacă intervine în planurile sale. 
În timpul dansului, Peter își dă seama că Toomes intenționează să deturneze avionul D.O.D.C. care transportă armele de la Turnul Răzbunătorilor la noul sediu al echipei, astfel că o abandonează pe Liz și își pune vechiul costumul de Omul Păianjen făcut de el, grăbindu-se către ascunzătoare lui Toomes. El este imediat atacat de Schultz, dar îl învinge cu ajutorul lui Ned. 
La ascunzătoare, Toomes distruge grinzile de sprijin ale clădirii și îl lasă pe Peter să moară. Peter scapă și interceptează avionul, direcționându-l să se prăbușească pe plaja de lângă Insula Coney. El și Toomes continuă să se lupte, până când Peter îi salvează viața lui Toomes de către explozia costumului de Vultur avariat, și îl lasă să fie preluat de poliție împreună cu toată încărcătura avionului. 
După arestarea tatălui ei, Liz se mută și Peter refuză invitația lui Stark de a deveni un Răzbunător cu normă întreagă. El se întoarce acasă și își găsește costumul pe care Stark i l-a dat înapoi. Peter își pune costumul exact când May, mătușa lui, intră în cameră și țipă la descoperirea identității sale.
Într-o scenă după credite, Gargan se apropie de Toomes în închisoare. Gargan a auzit că Toomes a aflat identitatea Omului-Păianjen și îl întreabă dacă e adevărat, dar Toomes neagă.